# Halloween (игра)
«Хэллоуин» (англ. Halloween) — американская компьютерная игра 1983 года по мотивам одноимённого фильма, разработанная компанией MicroGraphicImage и выпущенная Wizard Video для платформы Atari 2600.

## Сюжет
Игра основана на фильме Джона Карпентера 1978 года «Хэллоуин». Игрок выступает в роли няни, которая пытается защитить детей и спастись самой от ужасного маньяка Майкла Майерса.

## Геймплей
Игрок управляет главной героиней, няней Лори Строуд, пока та перемещается по дому (в котором 16 комнат) в поисках спасения от убийцы — экран поделён на две части, каждая из которых является этажом двухэтажного особняка.
Игроку начисляются баллы за то, что няня отводит детей в безопасную комнату в другом конце дома. Каждая из комнат раскрашена в свой цвет, но в них нет абсолютно никаких предметов, кроме двери или окна.
Убийца Майкл Майерс вооружён — у него есть большой шприц. Чтобы попасть на следующий уровень нужно спасти 5 детей или ударить один раз Майкла крестом, найденным в одной из комнат.

## Музыка
В игре использована заглавная тема франшизы, написанная Джоном Карпентером.